# Leidsebuurt (Haarlem)
De Leidsebuurt is een buurt in Haarlem. Het is onderdeel van de wijk Zijlwegkwartier.
De buurt is begrensd door de Westergracht in het zuiden, de Brouwersvaart in het noorden en aan de westkant loopt de buurt tot spoorbaan Haarlem–Leiden. Aan de oostkant ligt de wijk tegen de Leidsevaart aan. Aan de noordkant grenst de wijk aan de Hasselaersbuurt. Het Leidseplein ligt centraal gelegen in de buurt. De buurt is opgezet als arbeiderswijk aan het einde van de negentiende eeuw. De buurt kenmerkt zich nog door kleine huizen en dichte bebouwing.

## Gemeentelijke indeling
De gemeente Haarlem maakt onderscheid in Leidsebuurt Oost en West met de grens op de Oranjeboomstraat. De buurt aan de westkant van het spoor heet de Van Galenbuurt en is onderdeel van het Houtvaartkwartier.